# Lenauplatz

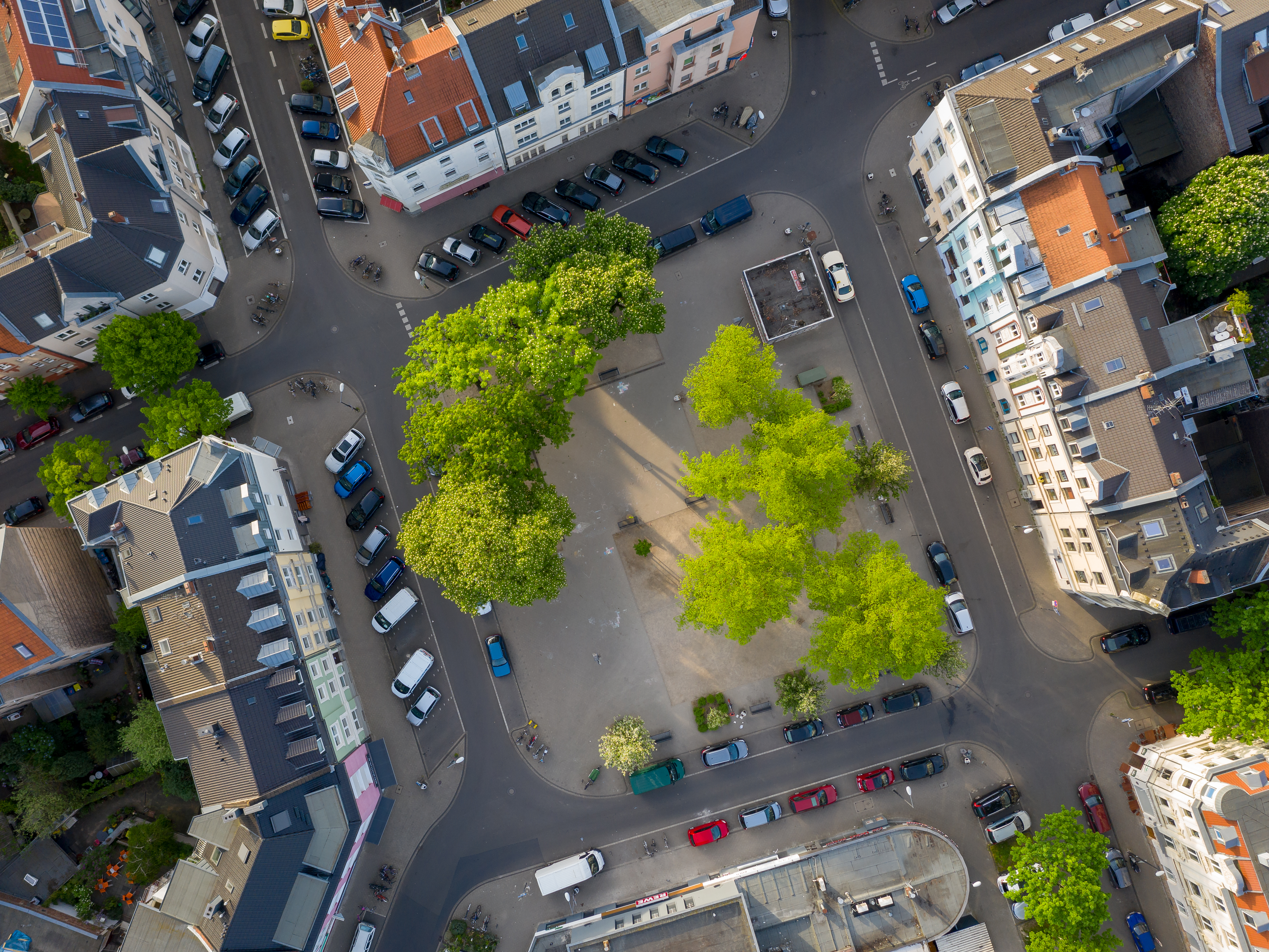
Lenauplatz, senkrecht von oben gesehen

Der Lenauplatz liegt im Kölner Stadtteil Neuehrenfeld im Stadtbezirk Ehrenfeld.
Er ist Bestandteil des „Ehrenfelder Geschichtspfades“. Als dessen Station 24 wurde im Becken des Max-und-Moritz-Brunnens eine Tafel angebracht. Der Platz wurde nach dem österreichischen Schriftsteller Nikolaus Lenau (* 1802, † 1850) benannt.

## Anlage und Architektur
Der Lenauplatz ist trapezförmig angelegt. Er wird, im Uhrzeigersinn, umschlossen von der gleichnamigen Straße Lenauplatz, der Landmannstraße, der Lenaustraße und der Hauffstraße. Seine Innenfläche umfasst ca. 1500 m² und wird umsäumt von Linden.

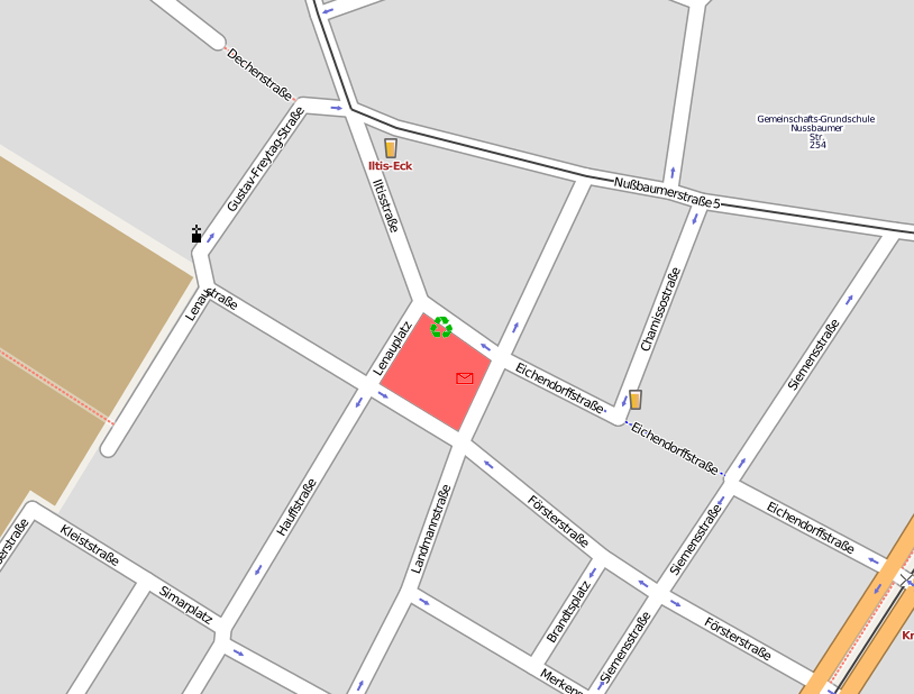
Kartenansicht

Auf der Platzfläche befinden sich ein Büdchen, der Max-und-Moritz-Brunnen, eine Telefonsäule, ein Briefkasten und eine Tischtennisplatte sowie sechs Bänke. An der südlichen Platzecke gibt es einen Taxi-Halteplatz mit einer Rufsäule.
An drei Seiten ist der Lenauplatz mit viergeschossigen Wohn- und Geschäftshäusern umbaut. Diese wurden zu Beginn des zwanzigsten Jahrhunderts im Stil der Gründerzeitarchitektur errichtet. Bei diesen sind überwiegend noch ansehnliche und gut restaurierte Fassaden in ihrem ursprünglichen Aussehen erhalten.
An der nordöstlichen Seite des Platzes befindet sich ein um das Jahr 1925 als Kino errichtetes  zweigeschossiges Gebäude mit Stuckfassade. Es wurde 1949 als „Lenau-Theater“ wiedereröffnet. Das Kino schloss Ende der 1960er Jahre und wurde, äußerlich kaum verändert, in einen Supermarkt der Kette Stüssgen umgewandelt. Heute beherbergt es eine REWE-Filiale. 
Nachdem im Jahr 2007 Fahrbahn, Parkplätze und Bürgersteige um die Platzfläche herum saniert wurden, folgte Ende 2009 bis März 2010 die Sanierung der Platzinnenfläche. Hierzu wurden Bäume gefällt und neu angepflanzt, Bänke in eine neue Ruhezone um den Max-und-Moritz-Brunnen gesetzt und eine Fläche für das Pétanque-Spiel angelegt. Außerdem wurden auf dem Platz mehrere Beleuchtungskörper angebracht.

## Geschichte des Platzes

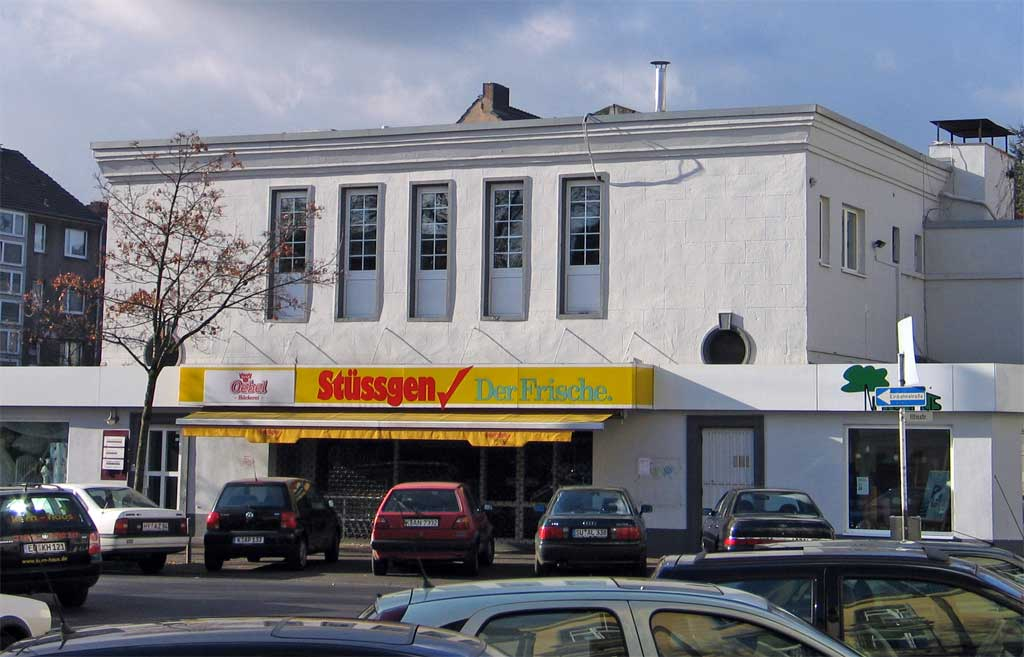
Das ehemalige Lenau-Kino, seit über vier Jahrzehnten ein Supermarkt, hier als Stüssgen, heute REWE.

Der Stadtteil Neuehrenfeld wurde um die Jahrhundertwende als Planstadt konzipiert und mit ihm auch der Lenauplatz. An das Wohnen wurden neue Anforderungen gestellt, weshalb er nicht, wie einige ältere Plätze im Stadtbezirk, als Marktplatz, sondern als von Bäumen umsäumter Mittelpunkt des neuen Stadtviertels angelegt wurde. Der Großgrundbesitzer Alois Schlösser besaß auf dem Gebiet des heutigen Neuehrenfeld unter anderem den Gutshof Subbelrath sowie die Schlösser’schen Gärten. Während er vom Verkauf einiger seiner Grundstücke als Bauland für den neuen Stadtteil profitierte, stiftete er der Stadt den Grund für den Lenauplatz.
Am Lenauplatz und in den umgebenden Straßen baute man prachtvolle Bürgerhäuser, die in den Erdgeschossen Gewerbeflächen für Gaststätten und Geschäfte aufwiesen. Noch heute erweist sich insbesondere die Landmanstraße als geschäftliches Zentrum für Neuehrenfeld. Auch gastronomisch bilden die Straßen rund um den Lenauplatz immer noch den Mittelpunkt des Viertels.
Die zur Erschließung Neuehrenfelds gebaute Straßenbahn kam von der Landmannstraße und überquerte den Lenauplatz, um dann in die Iltisstraße einzubiegen.
1958 wurde die Straßenbahn in die breitere, parallel verlaufende Nußbaumerstraße verlegt.

## Max-und-Moritz-Brunnen

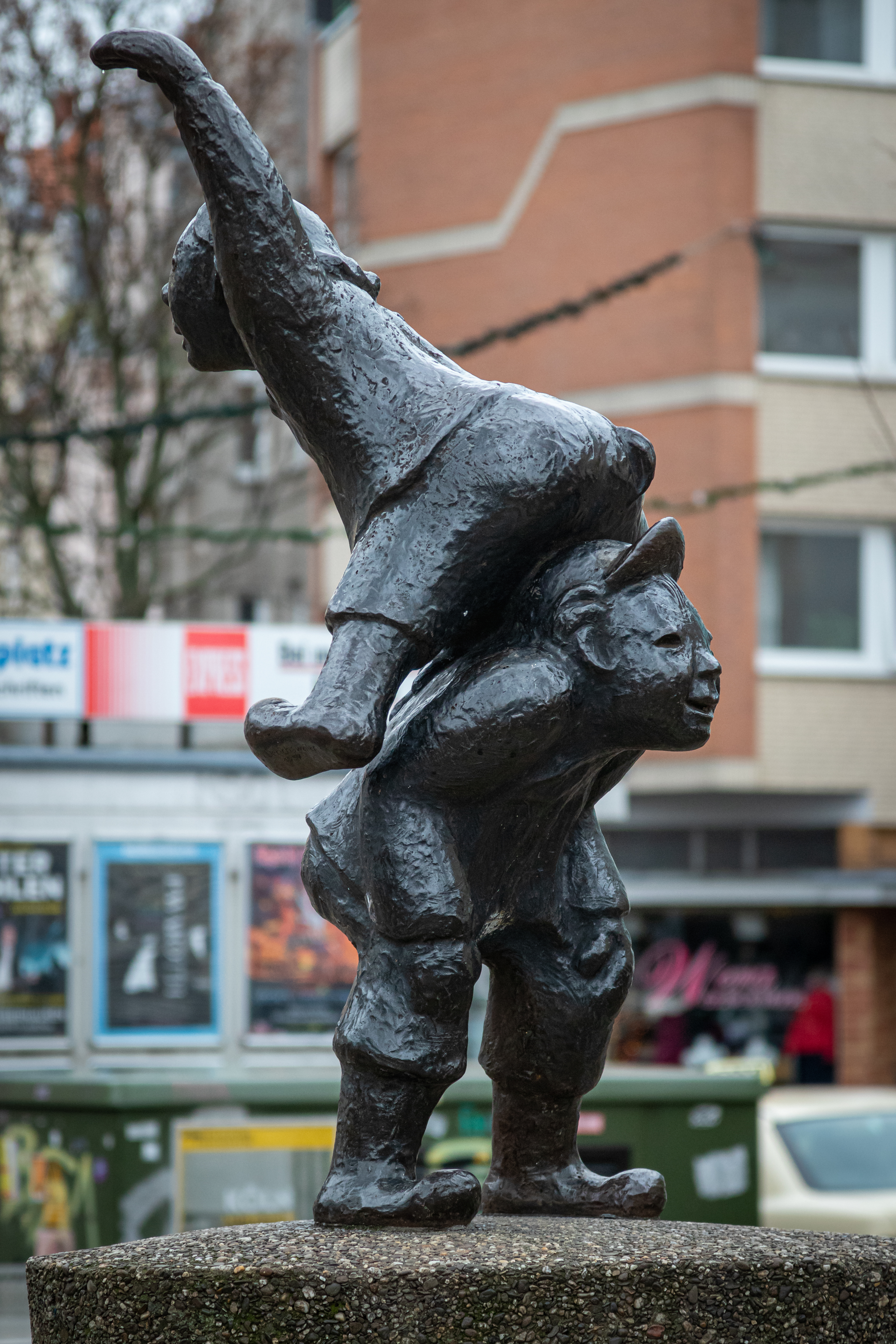
Der Max-und-Moritz-Brunnen

Die Brunnenplastik aus Eisenguss wurde von dem Kölner Bildhauer Hein Derichsweiler (* 1897, † 1972) geschaffen. Der 1,50 Meter hohe Brunnen stellt Max und Moritz, die beiden Figuren aus dem gleichnamigen Kinderbuch von Wilhelm Busch beim „Bockspringen“ dar. Er wurde 1960 als Gabe der Bürgervereinigung Ehrenfeld aufgestellt und vom damaligen Kölner Bürgermeister Theo Burauen eingeweiht.

## Verkehr
Städtebaulich treffen am Lenauplatz zwei zu den Neuehrenfelder Kirchen führende Achsen aufeinander: Von St. Anna führt die Eichendorffstraße über den Ehrenfeldgürtel zum Lenauplatz. Von dort geht es über die Hauffstraße Richtung Subbelrather Straße zur Kirche St. Peter am Simarplatz. Aufgrund der umfangreichen Einbahnstraßenregelung rund um den Platz kann diese Strecke heute jedoch nur zu Fuß oder mit dem Fahrrad bewältigt werden.
Eine häufig befahrene Straßenverbindung zwischen Neuehrenfeld, Köln-Bickendorf und Köln-Ossendorf nach Ehrenfeld über die Iltisstraße und Hauffstraße tangiert den Lenauplatz, der deshalb, und wegen des hohen Einkaufsverkehrs, tagsüber stark vom Autoverkehr belastet wird. Der Platz wird von Bussen oder Bahnen seit 1958 nicht mehr direkt angefahren. Die KVB-Haltestelle „Lenauplatz“ befindet sich 200 m entfernt vom Platz auf der Iltisstraße.